# Jemile Weeks
Pour les articles homonymes, voir Weeks.
Jemile Nykiwa Weeks (né le 26 janvier 1987 à Orlando, Floride, États-Unis) est un joueur de deuxième but des Ligues majeures de baseball.
Son frère aîné Rickie Weeks joue dans les Ligues majeures depuis 2003.

## Carrière

### Athletics d'Oakland
Joueur à l'université de Miami à Coral Gables en Floride, Jemile Weeks est le choix de première ronde des Athletics d'Oakland et le 12e joueur sélectionné au total en 2008.

#### Saison 2011
Il joue son premier match dans les majeures contre les Orioles de Baltimore le 7 juin 2011 et le lendemain, 8 juin, toujours face aux Orioles, frappe ses deux premiers coups sûrs en carrière aux dépens du lanceur Zach Britton.
Ex aequo avec Ben Revere des Twins du Minnesota, Weeks est nommé meilleure recrue du mois de juin 2011 dans la Ligue américaine. Le joueur des A's frappe au cours du mois dans une moyenne au bâton de ,309 avec 10 coups sûrs de plus d'un but et six buts volés.
Le 22 septembre, il réussit son premier coup de circuit dans les majeures, contre Colby Lewis des Rangers du Texas.
Weeks termine sa première saison avec une moyenne au bâton de ,303 en 97 parties jouées pour Oakland. Il réussit 123 coups sûrs dont deux circuits, produit 36 points, en marque 50 et vole 22 buts. De ses 123 coups sûrs, 26 sont des doubles et malgré une demi-saison il se classe quatrième en Ligue américaine avec huit triples.

#### Saison 2012
Weeks connaît une difficile deuxième saison dans les majeures avec une moyenne au bâton de ,221 en 118 parties jouées pour Oakland en 2012. Il vole 16 buts en 21 tentatives. Il subit de plus une blessure à l'épaule. En août, il est cédé aux mineures. Il ne revient chez les A's que pour quelques matchs à la fin septembre et est laissé de côté durant les séries éliminatoires.

#### Saison 2013
L'acquisition de Jed Lowrie par les Athletics au début 2013 crée un surplus de joueurs de champ intérieur et c'est Weeks qui écope. Il passe l'année dans les mineures chez les River Cats de Sacramento, où il frappe pour ,271 avec 17 buts volés en 130 matchs. Il ne dispute que 8 parties dans les majeures pour Oakland durant cette saison.

### Orioles de Baltimore
Jemile Weeks est échangé aux Orioles de Baltimore le 2 décembre 2013 en retour du lanceur de relève droitier Jim Johnson. Il ne joue que 3 matchs pour Baltimore et passe la saison en ligues mineures.

### Red Sox de Boston
Le 30 août 2014, les Orioles échangent Weeks et le joueur d'avant-champ Iván DeJesús, Jr. aux Red Sox de Boston contre le joueur d'utilité Kelly Johnson et le joueur de champ intérieur des ligues mineures Michael Almanzar.

### Padres de San Diego
Weeks rejoint les Padres de San Diego le 14 janvier 2016.